# Louis Dubois

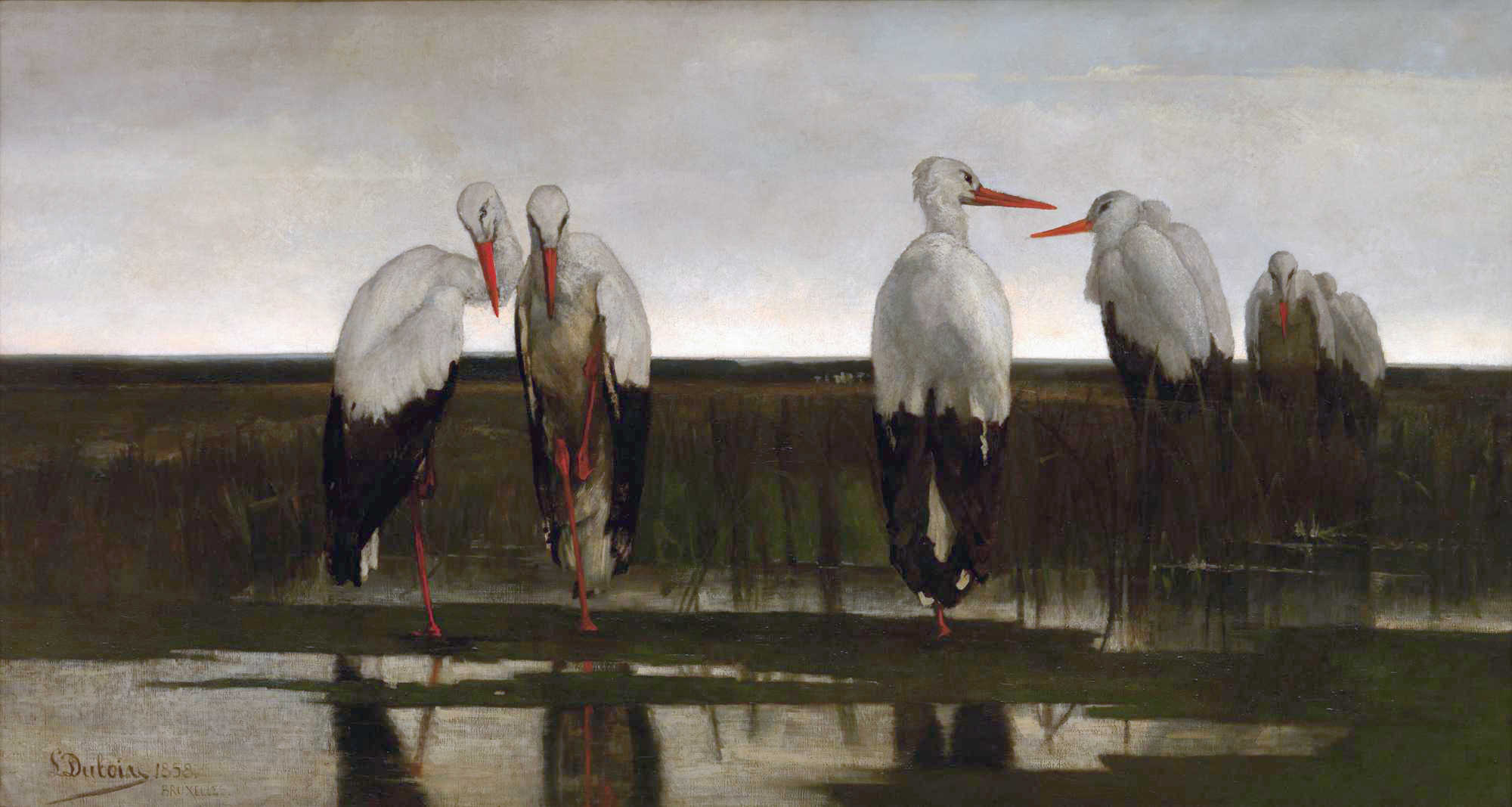
Bociany, 1858, Królewskie Muzea Sztuk Pięknych

Louis Dubois (ur. 13 grudnia 1830 w Brukseli, zm. 28 kwietnia 1880 tamże) – belgijski malarz realista.

## Życiorys
Kształcił się w Paryżu, był jednym z założycieli realistycznej szkoły w Tervueren i aktywnym członkiem brukselskiego stowarzyszenia Société Libre des Beaux-Arts. Malował pejzaże, portrety, sceny rodzajowe i rzadziej martwe natury. Na jego twórczość wpływ mieli barbizończycy i Gustave Courbet. Wystawiał głównie w Salonie w Brukseli.

## Wybrane prace
- Ruletka, Bruksela,
- Kobieta z bukietem, 1854, Bruksela,
- Moczary w Campine, Ixelles,
- Barka na Mozie, Tournai.